# وایواری
وایواری (به لاتین: Vaivari) یک منطقهٔ مسکونی در لتونی است که در یورمالا واقع شده‌است. وایواری ۳٫۴ کیلومتر مربع مساحت و ۶۹۷ نفر جمعیت دارد و ۳ متر بالاتر از سطح دریا واقع شده‌است.